# Christian Kåsastul
Christian Kåsastul, född 9 april 1997 i Skien, är en norsk professionell ishockeyspelare som spelar för AIK och Norges herrlandslag.